# Хони (футболист)
Хонатан Родригес Менендес (исп. Jonathan Rodríguez Menéndez, более известный, как Хони (исп. Jony); род. 9 июля 1991, Кангас-дель-Нарсеа, Астурия) — испанский футболист, бывший вингер.

## Клубная карьера
Родригес начал заниматься футболом в местном клубе «Нарсеа». В 2006 году он перешёл в футбольную академию «Овьедо», а спустя два сезона присоединился к сверстникам в «Барселоне». В 2010 году Хони окончил академию и присоединился к команде резервистов «Овьедо». 26 сентября 2010 года в матче против дублёров хихонского «Спортинга» он дебютировал за основную команду в Сегунде B. Сыграв всего один матч за основу Хони покинул клуб и следующие три сезона выступал за команды второй Сегунды «Марино», «Хетафе B», «Реал Авилес» и дублёров хихонского «Спортинга».
Летом 2014 года он подписал двухлетнее соглашение со «Спортигом». 10 мая в матче против «Эркулеса» Родригес дебютировал за основной состав клуба в Сегунде. В этом же поединке он забил свой первый гол за клуб. В 2015 году Хони помог команде выйти в элиту. 23 августа в матче против мадридского «Реала» Родригес дебютировал в Ла Лиге.
Летом 2016 года после окончания контракта со «Спортингом», Хони перешёл в «Малагу», подписав контракт на четыре года. В матче против «Осасуны» он дебютировал за новую команду. 23 октября в поединке против «Леганеса» Хони забил свой первый гол за «Малагу». В начале 2018 года игрок на правах аренды вернулся в «Спортинг». Летом Хони был отдан в аренду в «Алавес». 18 августа в матче против «Барселоны» он дебютировал за новый клуб.